# لوبنيا
لوبنيا (بالروسية: Лобня) هي إحدى مدن روسيا في الكيان الفدرالي الروسي موسكو أوبلاست.

## مشاهير
أندرونوف ، فاديم فاديموفيتش
فولكوف ، جينادي الكسندروفيتش
غورييف ، أندريه غريغوريفيتش
إيغوروف ، ألكسندر بتروفيتش (شاعر)
زلوبين ، نيكولاي ديميترييفيتش
كورنيف ، سيرجي بافلوفيتش
كوتلياكوف ، فلاديمير ميخائيلوفيتش
ميشوستين ، ميخائيل فلاديميروفيتش
مياسنيكوف ، فاليري فلاديميروفيتش
سخنوف ، فياتشيسلاف إيفانوفيتش
سليبوفا ، آنا الكسندروفنا
سوبول ، ليوبوف إدواردوفنا
غورييف ، أندريه أندريفيتش ، رئيس أكبر شركة تعدين وكيميائية "فوساجرو"

## أعلام
- يوري بوبوف
- ميخائيل ميشوستين